# 羅慕洛加耶戈斯市 (科赫德斯州)

羅慕洛加耶戈斯市（西班牙語：Municipio Rómulo Gallegos），是委內瑞拉的一個市，位於該國西部科赫德斯州，首府設於拉斯貝加斯，面積725平方公里，2007年人口15,141，人口密度為每平方公里21人。与阿普雷州的同名城市一样得名于委内瑞拉小说家、政治家羅慕洛·加列戈斯。

## 外部連結
- romulogallegos-cojedes.gob.ve[永久] （西班牙文）